# Bitwa pod Białołęką
Bitwa pod Białołęką – jedna z bitew powstania listopadowego stoczona w dniach 24–25 lutego 1831. Według Wacława Tokarza starcie na bagnety do jakiego doszło w trakcie zwycięskiej dla Polaków bitwy pod Białołęką, było najbardziej zaciętym w czasie powstania listopadowego.
Zdecydowana postawa Polaków w I bitwie pod Wawrem w dniu 19 lutego oraz w czasie pierwszego starcia w Olszynce Grochowskiej (20 lutego) zaskoczyła głównodowodzącego rosyjskiego, Iwana Dybicza Zabałkańskiego. Zdecydował się on użyć części swoich sił do uderzenia od tyłu na armię polską rozlokowaną w okolicach Grochowa. Wyznaczona została do tego zadania grupa wojsk (11 tysięcy ludzi, 56 dział) pod dowództwem generała Iwana Szachowskiego. Miała ona za zadanie ruszyć na Białołękę, a następnie na Bródno.
Ze strony polskiej zadanie rozpoznania sił oraz zamiarów Szachowskiego, w dniu 23 lutego, wyznaczono pułkownikowi Antoniemu Jankowskiemu. Dowodził oddziałem w sile 2700 jazdy oraz 1200 piechoty. Pod Nieporętem doznał on porażki i musiał się wycofać.

## I dzień walk
24 lutego w kierunku Białołęki wysłana została II Brygada 1 Dywizji Piechoty na czele z generałem Kazimierzem Małachowskim (4200 piechoty, 6 dział). Zadanie dla niej było takie samo jak dla Jankowskiego, poza tym, Małachowski miał ubezpieczać odwrót dla sił poprzednika. Rosjanie zaatakowali Białołękę obsadzoną połączonymi siłami II brygady i grupy Jankowskiego około godziny 14:00. Polacy mężnie przeciwstawiali się przeważającym siłom nieprzyjaciela, jednak ostatecznie zostali wyparci ze wsi.
Dowództwo polskie wysłało dla wsparcia grupy Małachowskiego brygadę generała Antoniego Giełguda a naczelne dowództwo nad ugrupowaniem oddano w ręce generała Jana Krukowieckiego. Siły te przybyły na plac boju przed zmierzchem. Nasilenie walk spadło. Utarczki pojedynczych grup żołnierzy trwały przez całą noc.
Straty po pierwszym dniu walk: strona rosyjska – 650 zabitych i rannych; strona polska – 450.

## II dzień walk
Dowództwo polskie podejrzewając, że generał Krukowiecki dysponuje mniejszymi siłami niż Szachowski, rozkazuje mu strzec szlaków komunikacyjnych, nie podejmować działań zaczepnych, walczyć jedynie w przypadku gdyby Rosjanie zamierzali kontynuować marsz na główne siły polskie. Podobne rozkazy otrzymał od feldmarszałka Dybicza książę Szachowski. Miał on nie wznawiać walki, a w wypadku ataku przeważających sił polskich natychmiast się wycofać.
Nad ranem Szachowski oceniając, że Polacy dysponują przewagą liczebną zarządził odwrót w kierunku Marek. Około godziny 8:00 kilka dział polskich ostrzelało sztab Szachowskiego aby uniemożliwić mu obserwację własnych pozycji. Rwące się do walki oddziały polskie uznały te wystrzały za początek bitwy. Pułki stojące w pierwszej linii przystąpiły do ataku. Naprzeciw siebie mieli już tylko część, niewycofanych jeszcze, sił rosyjskich. Ogień polski zmusił je do pospiesznego odwrotu do Białołęki. Również we wsi skłębione wojsko rosyjskie nie było w stanie przeciwstawić się natarciu polskiemu. Rosjanie zostali odrzuceni w kierunku Nieporętu.

### Starcie na bagnety
Trzy bataliony 6-go pułku piechoty rozbiły i wyrzuciły ze wsi całe dwa pułki morskie i ledwo nowym 7-u batalionom nieprzyjacielskim... ze wsi wyparować się dały [...]. Walczono tu po domach, podwórzach, zabudowaniach, rowach; każdy krok był uporczywie broniony, częstokroć bojownicy o dwadzieścia kroków od siebie strzelali i żaden jeszcze ustąpić nie chciał; bito się bagnetami i kolbami.